# آرس، اسپانیا
آرس (به اسپانیایی: Arrés) یک منطقهٔ مسکونی در اسپانیا است که در دره آران واقع شده‌است. آرس ۱۱٫۶ کیلومتر مربع مساحت دارد.